# Río Cabril (afluente del Limia)
El río Cabril es un corto río portugués, afluente por la margen izquierda del río Limia, que discurre íntegramente por el término municipal de Ponte da Barca, en el distrito de Viana do Castelo.
El Cabril nace en la Serra Amarela, dentro del parque nacional de Peneda-Gerez, y desemboca en el embalse de Lindoso, en la freguesia del mismo nombre, tras un curso de solo 6 km.